# 阿洛布羅基人

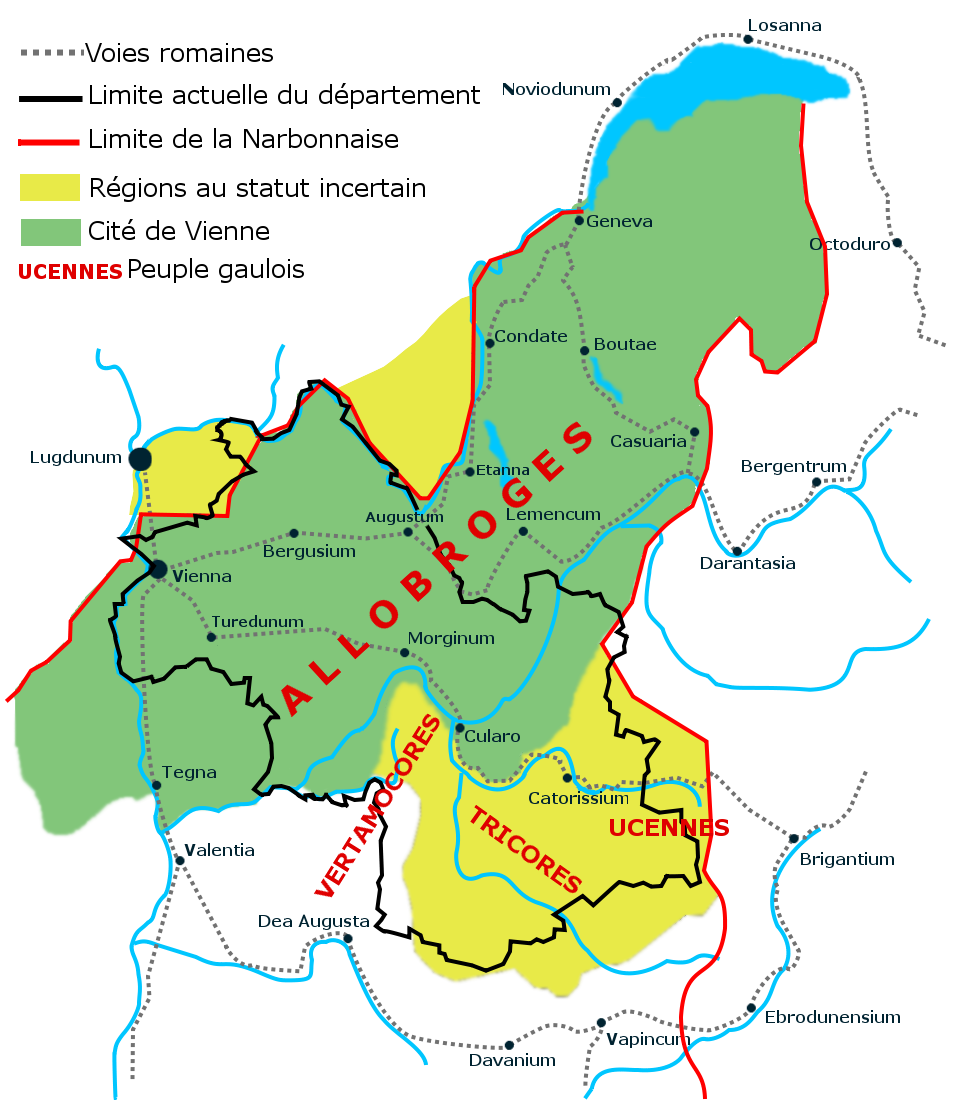
罗马时代阿洛布罗基人的分布区域（绿色）

阿洛布羅基人是古代高盧人的一支，生活在羅訥河和日內瓦湖之間的地區。他們的城市建造在現代的安納西、尚貝里、格勒諾布爾、伊澤爾省和瑞士一帶。首都在今法國的维埃纳。

## 歷史

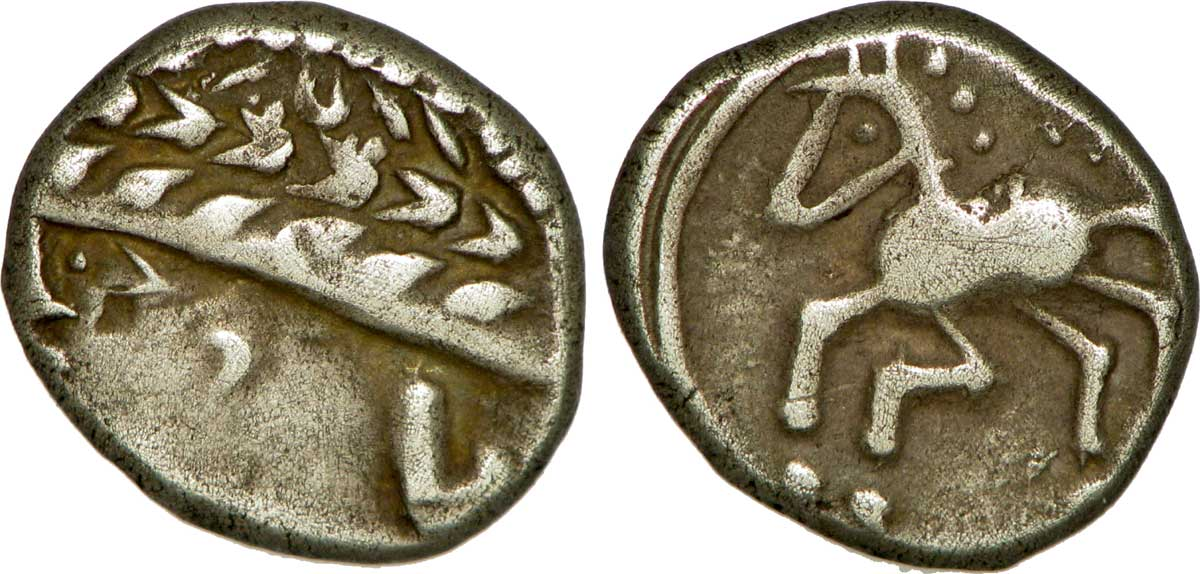
阿洛布罗基人的第纳里乌斯钱币，公元前1世纪。上面印有一匹奔马及“赫尔墨斯神杖”

阿洛布羅基人的分佈是從古代著述中推測出來的。 尤里烏斯·凱撒就曾提到過他們。 不過阿洛布羅基人的最早書面記錄要追溯到古希臘歷史學家波利比烏斯，他在前150至130年間提到阿洛布羅基人曾在前218年敗給了遠征的漢尼拔。
阿洛布羅基人在前63發生的第二次喀提林陰謀中也扮演著重要地位，喀提林曾試圖說服阿洛布羅基人前來羅馬的代表團支持其反動陰謀，謀反者的領導人中有五人曾給阿洛布羅基人寫信請求支持。但阿洛布羅基人卻通知了當時的執政官，信件也被羅馬人截下，而最終陰謀未能得逞。
阿洛布羅基人一直對羅馬保持著相當的忠誠，在凱撒征服高盧時，他們也曾參軍支持凱撒。      其中有擔任阿洛布羅基人酋長多年的兩兄弟Roucillus 和 Egusthe被凱撒讚揚為“有非凡勇氣”的人。 在征服高盧時也被予以重任。然而根據凱撒後來的話，長期處於優越地位的阿洛布羅基人似乎變得腐化了。